# حشينيات
حُشَيْنِيََات هي فصيلة من الحشرات من رتبة ملتويات الأجنحة . يوجد حوالي 15 جنسًا وأكثر من 330 نوعًا موصوفًا فيها.
أعضاؤها حشرات طفيلية. يشار إلى الحشرات المضيفة من هذه العائلة المصابة بأنها محشينة.
ترتبط حشينيات بالدبابير والنحل ولكن من المعروف أيضًا أنها تستخدم أعضاء من صرصوريات وفرس النبي ومستقيمات الأجنحة ونصفيات الأجنحة وذوات الجناحين وعشائيات الأجنحة الأخرى مضيفين لها. غالبًا ما يعرض المضيفون المحشينون مجموعة متنوعة من التغييرات الجسدية والسلوكية.

## دورة الحياة
كما هو الحال مع الآخرين في رتبة ملتويات الأجنحة، تدخل يرقات الحشينيات مضيفها وتتطور داخله. ستبقى الإناث داخل المضيف. عندما تكون الإناث جاهزة للتزاوج، فإنها تدفع رأسها وتفتح قناة التكاثر التي تقع خلف رؤوسها مباشرة بين صليبات الحشرة المضيفة. تجذب الإناث الذكور بوساطة الفيرومونات التي تتزاوج معهم عن طريق قناة التكاثر المكشوفة. يفقس البيض داخل أمه، وتتغذى اليرقات على جسدها حتى يحين وقت خروجها عبر قناة الحضنة والعثور على مضيفيها.

## الأجناس
من أجناسها
- حشينة كيربي 1802